# Eupliusz
Eupliusz z Katanii (gr. Εὔπλους, Εὖπλος, wł. Sant'Euplio; zm. 12 sierpnia 304) – archidiakon, męczennik, święty katolicki i prawosławny.
Męczeństwo Eupliusza jest stosunkowo dobrze udokumentowane odpisem z akt procesowych .

## Życiorys
Eupliusz żył na przełomie III i IV wieku w Katanii, gdzie sprawował urząd archidiakona. Podczas prześladowań za rządów Dioklecjana został skazany przez Kalwiniana na tortury i śmierć.
Dobrowolnie udał się przed oblicze urzędnika, który szukał na rozkaz cesarski chrześcijan. Kalwinian rozkazał mu przeczytać fragment ewangelii i sprowokował do wyznania wiary, a następnie uwięził. Eupliusz był torturowany, a na koniec ścięty. Informacje o tym, że był diakonem pochodzą z późniejszych czasów.

## Kult świętego
W ikonografii święty przedstawiany jest jako młody człowiek w szatach diakona. Ma kasztanowe włosy i niewielki zarost. W prawej ręce trzyma kadzielnicę (która niekiedy, jako męczennikowi, zastępuje krzyż), w lewej – naczynie na kadzidło (ładan) .
Wspomnienie liturgiczne w Kościele katolickim obchodzone jest 12 sierpnia.
Cerkiew prawosławna wspomina męczennika Eupliusza 11/24 sierpnia, tj. 24 sierpnia według kalendarza gregoriańskiego.
Św. Eupliusz jest patronem Francavilla di Sicilia, Katanii i Trevico.